# HMS Unshaken (P54)

Схематичне зображення конструкції британського підводного човна типу «U», третьої серії

| «Аншейкен»                                                            | «Аншейкен» | «Аншейкен» |
| --------------------------------------------------------------------- | --- | --- |
| HMS Unshaken (P54)                                                    | | |
|                                                                       | | |
| ПЧ «Аншейкен» на поході. Травень 1942                                 | | |
| Верф                                                                  | Vickers-Armstrongs, Барроу-ін-Фернесс                                                                                                 | Vickers-Armstrongs, Барроу-ін-Фернесс                                                                                                 |
| Під прапором                                                          | Велика Британія | Велика Британія |
| Належність                                                            | Військово-морські сили Великої Британії                                                                                               | Військово-морські сили Великої Британії                                                                                               |
| Порт приписки                                                         | Голі-Лох, Мальта, Данді, Фішгард, Тоберморі                                                                                           | Голі-Лох, Мальта, Данді, Фішгард, Тоберморі                                                                                           |
| На честь                                                              | [ Прим. 1 ] | [ Прим. 1 ] |
| Замовлення                                                            | 23 серпня 1940 | 23 серпня 1940 |
| Закладений                                                            | 12 червня 1941 | 12 червня 1941 |
| Спуск на воду                                                         | 17 лютого 1942 | 17 лютого 1942 |
| Введений до складу флоту                                              | 21 травня 1942 | 21 травня 1942 |
| На службі                                                             | 1942-1945 | 1942-1945 |
| Сучасний статус                                                       | У березні 1946 року розібраний на брухт                                                                                               | У березні 1946 року розібраний на брухт                                                                                               |
| Бойовий досвід                                                        | Друга світова війна Кампанія в Арктиці * Конвой PQ 17 * Конвой QP 13 * Конвой PQ 18 Битва на Середземному морі * Сицилійська операція | Друга світова війна Кампанія в Арктиці * Конвой PQ 17 * Конвой QP 13 * Конвой PQ 18 Битва на Середземному морі * Сицилійська операція |
| Нагороди                                                              | 2 бойових відзнаки | 2 бойових відзнаки |
| Проєкт                                                                | | |
| Класифікація ПЧ                                                       | малий підводний човен | малий підводний човен |
| Тип ПЧ                                                                | Підводні човни типу «U» | Підводні човни типу «U» |
| Основні характеристики                                                | | |
| Швидкість (надводна)                                                  | 12,75 вузлів (23,61 км/год) | 12,75 вузлів (23,61 км/год) |
| Швидкість (підводна)                                                  | 9 вузлів (17 км/год) | 9 вузлів (17 км/год) |
| Дальність плавання                                                    | 5 000 миль (8 000 км) на швидкості 10 вузлів (надводна) 120 миль (190 км) на швидкості 4 вузли (підводна)                             | 5 000 миль (8 000 км) на швидкості 10 вузлів (надводна) 120 миль (190 км) на швидкості 4 вузли (підводна)                             |
| Екіпаж                                                                | 37 офіцерів та матросів | 37 офіцерів та матросів |
| Розміри                                                               | | |
| Довжина найбільша (по КВЛ)                                            | 62 м | 62 м |
| Ширина корпусу найб.                                                  | 4,9 м | 4,9 м |
| Середня осадка (по КВЛ)                                               | 3,0 м | 3,0 м |
| Водотоннажність надводна                                              | 673 тонни | 673 тонни |
| Водотоннажність підводна                                              | 750 тонн | 750 тонн |
| Силова установка                                                      | | |
| Дизель-електрична: 2 × дизельних двигуни Admiralty 2 × електродвигуни | | |
| Гвинти                                                                | 2 | 2 |
| Потужність                                                            | 2 × 800 к.с. (дизелі) 2 × 760 к.с. (електродвигуни)                                                                                   | 2 × 800 к.с. (дизелі) 2 × 760 к.с. (електродвигуни)                                                                                   |
| Озброєння                                                             | | |
| Торпедно- мінне озброєння                                             | 4 × 533-мм торпедних апарати 80 торпед 4 міни                                                                                         | 4 × 533-мм торпедних апарати 80 торпед 4 міни                                                                                         |
| ППО                                                                   | 1 × 76-мм гармати QF 3-inch 20 cwt 3 зенітні кулемети                                                                                 | 1 × 76-мм гармати QF 3-inch 20 cwt 3 зенітні кулемети                                                                                 |

«Аншейкен» (англ. HMS Unshaken (P54) — британський військовий корабель, підводний човен типу «U», третьої серії, що перебував у складі Королівського військово-морського флоту Великої Британії за роки Другої світової війни.
«Аншейкен» був закладений 12 червня 1941 року, як P54, на верфі компанії Vickers-Armstrongs у Барроу-ін-Фернессі. 17 лютого 1942 року він був спущений на воду, а 21 травня 1942 року увійшов до складу Королівського ВМФ Великої Британії.
Підводний човен брав активну участь у бойових діях на морі в Другій світовій війні; бився в Арктиці, переважно змагався на Середземному морі, супроводжував арктичні та мальтійські конвої. За проявлену мужність та стійкість екіпажу в боях двічі відзначений бойовою відзнакою.

## Історія служби
Після введення до лав підводних сил Королівського флоту, «Аншейкен» виконував бойові завдання у північних водах, брав участь в операціях біля узбережжя Норвегії. У жовтні 1942 року підводний човен перевели для подальшої служби до Середземного моря. Перебуваючи в північних водах, 5 липня 1942 року Непохитний передав по радіо інформацію про спостереження та точний опис важких німецьких сил, включаючи «Тірпіц», «Адмірал Шеєр» і «Адмірал Гіппер» у морі, які переслідували злощасний конвой PQ 17 біля північної Норвегії. Почувши повідомлення про виявлення розвідкою союзників (також зроблені радянським підводним човном K-21 і патрульним літаком Catalina) його оперативного угруповання, адмірал Редер скасував рейд, наказавши надводному флоту повернутися в порт і залишивши Люфтваффе і підводні човни атакувати конвой. Конвой втратив 24 судна з 40, але для конвою могло бути ще гірше, якби важкі сили залишилися в морі.
12 серпня 1942 року «Аншейкен» потопив німецьке вантажне судно Georg L.M. Russ біля південної Норвегії.
Під час служби в Середземному морі британська субмарина потопила італійське торговельне судно Foggia, італійський міноносець типу «Спіка» «Клімене», італійське вітрильне судно Giovanni G., італійські допоміжне патрульне судно № 265 /Cesena та військовий транспорт Asmara. «Аншейкен» також пошкодив італійський танкер Dora C. Він здійснив невдалі атаки проти французького торгового судна Oasis, італійських торговельних суден Pomo ((1425 GRT, колишнє югославське «Ніко Матковіч»), Nina та Campania та французького пасажирського/вантажного судна Cap Corse. «Аншейкен» ледве вдалося врятуватися після того, як його атакували чотири торпеди, запущені польським підводним човном «Дзік». Поляки думали, що атакують ворожий підводний човен, але, на щастя, торпеди не влучили в ціль.
«Аншейкен» захопив італійський підводний човен «Чіро Менотті» в ніч, коли Італія припинила воєнні дії та капітулювала, і супроводжував його до Мальти.
Після повернення в рідні води в середині 1944 року «Аншейкен» потопив німецьке торговельне судно Asien біля Ліста в Норвегії.
«Аншейкен» пережив війну і був зданий на злам у Труні в березні 1946 року.